# She Said
Pour plus de détails, voir Fiche technique et Distribution.
She Said, ou Elle a dit au Québec, est un film américain réalisé par Maria Schrader et sorti en 2022. Adapté du livre du même nom de Jodi Kantor et Megan Twohey, journalistes au New York Times, il revient sur l'enquête journalistique de 2017 ayant révélé l'affaire Harvey Weinstein.
« Leur investigation a brisé des décennies de silence autour du problème des agressions sexuelles dans le milieu du cinéma hollywoodien, changeant à jamais la société américaine et le monde de la culture ».
L'enquête à l’origine du mouvement #MeToo a reçu le prix Pulitzer et est le fil conducteur du film. Celui-ci est présenté en avant-première au festival du film de New York ainsi que dans divers festivals avant sa sortie en salles.

## Synopsis
Journalistes au New York Times, Jodi Kantor et Megan Twohey mènent de profondes investigations à propos d'accusations de harcèlement et d'agressions sexuelles envers le célèbre producteur de cinéma Harvey Weinstein.
Le film se focalise sur les témoignages de victimes du prédateur sexuel hollywoodien, qui tente de réduire ses victimes au silence grâce à de gros chèques et d’inextricables accords de confidentialité.
Avant sa chute, son influence à Hollywood était sans pareille permettant son emprise et ses méfaits, qui ont toujours des conséquences sur les vies personnelles et professionnelles de ses victimes comme présentées dans le film.

## Fiche technique
Sauf indication contraire, les informations mentionnées dans cette section peuvent être confirmées par la base de données cinématographiques IMDb,  présente dans la section « Liens externes ».
- Titre original : She Said
- Réalisation : Maria Schrader
- Scénario : Rebecca Lenkiewicz, d'après le livre de Jodi Kantor et Megan Twohey
- Musique : Nicholas Britell
- Direction artistique : Tommy Love
- Décors : Philippa Culpepper
- Costumes : Brittany Loar
- Photographie : Natasha Braier
- Montage : Hansjörg Weißbrich
- Production : Lexi Barta, Dede Gardner, Jeremy Kleiner et Brad Pitt
- Production déléguée : Megan Ellison, Sue Naegle et Lila Yacoub
- Sociétés de production : Annapurna Pictures et Plan B Entertainment
- Société de distribution : Universal Pictures (États-Unis, France)
- Budget : 32 millions de dollars[6]
- Pays de production :  États-Unis
- Langue originale : anglais
- Format : couleur| Médias externes |                                                                             |
| Images          |                                                                             |
|                 | Affiche du film sur le site Allociné                                        |
| Vidéos          |                                                                             |
|                 | Bande-annonce officielle sur le compte YouTube de Universal Pictures France |
- Genre : drame biographique, procès
- Durée : 128 minutes
- Dates de sortie[7] :
  - États-Unis : 13 octobre 2022 (festival de New York) ; 18 novembre 2022 (sortie nationale)
  - France : 23 novembre 2022
- Classification :
  - États-Unis : R-Restricted (interdit aux moins de 17 ans non accompagnés)

## Distribution
- Carey Mulligan (VF : Elisabeth Ventura ; VQ : Pascale Montreuil) : Megan Twohey
- Zoe Kazan (VF : Victoria Grosbois ; VQ : Kim Jalabert) : Jodi Kantor
- Patricia Clarkson (VF : Clara Borras ; VQ : Élise Bertrand) : Rebecca Corbett
- Andre Braugher (VF : Thierry Desroses ; VQ : Marc-André Bélanger) : Dean Baquet
- Jennifer Ehle (VF : Gaëlle Savary ; VQ : Marika Lhoumeau) : Laura Madden
  - Lola Petticrew : Laura Madden jeune
- Samantha Morton (VF : Anne Dolan ; VQ : Manon Arsenault) : Zelda Perkins
  - Molly Windsor (VF : Soizic Fonjallaz) : Zelda Perkins jeune
- Ashley Judd (VF : Déborah Perret ; VQ : Julie Burroughs) : elle-même
- Peter Friedman (VF : Jean Barney ; VQ : Manuel Tadros) : Lanny Davis (en)
- Zach Grenier (VF : Patrick Raynal ; VQ : Patrick Chouinard) : Irwin Reiter
- Sean Cullen (VF : Michel Rousseau) : Lance Maerov
- Dalya Knapp : Talia Kantor
- Angela Yeoh (VF : Yumi Fujimori) : Rowena Chiu
- Tom Pelphrey (VF : Marc Arnaud) : Jim Rutman
- Marceline Hugot (en) : Linda Fairstein
- Frank Wood (VF : Gérard Darier) : Matt Purdy
- Adam Shapiro (VF : Loïc Guingand) : Ron Lieber (en)
- Anastasia Barzee (en) (VQ : Hélène Mondoux) : Lisa Bloom (en)
- Mike Houston (en) (VF : Emmanuel Jacomy ; VQ : Thiéry Dubé) : Harvey Weinstein
- James Austin Johnson (en) : Donald Trump (voix)
- Keilly McQuail (VQ : Julie Beauchemin) : Rose McGowan (voix)
- Sarah Ann Masse : Emily Steel (en)
- Judith Godrèche (VF : elle-même) : elle-même (voix)
- Gwyneth Paltrow (VQ : Mélanie Laberge) : elle-même (voix, non créditée)

Version française dirigée par Valérie Siclay chez Dubbing Brothers, d'après des dialogues adaptés par Joël Savdié.
 Source et légende : version française (VF) sur RS Doublage et carton de doublage français.

## Production

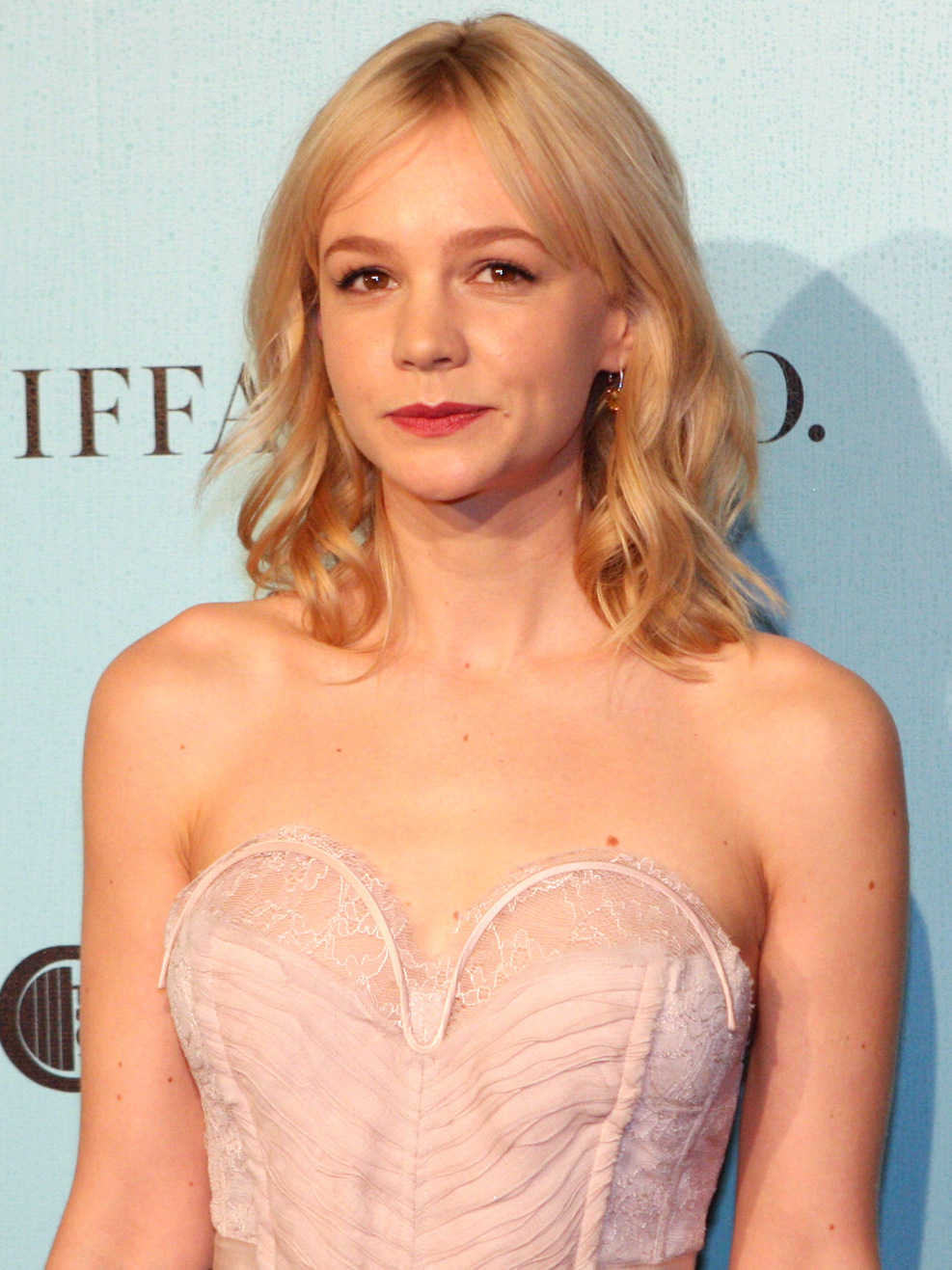
Carey Mulligan, qui joue le rôle de Megan Twohey.

En octobre 2017, Jodi Kantor et Megan Twohey, journalistes au New York Times, publient un article accusant le producteur de cinéma Harvey Weinstein de harcèlement sexuel sur de nombreuses femmes,. À la suite de l'article, plus de cinquante femmes l'accusent ensuite de harcèlement, d'agression sexuelle ou, parfois, de viol. Ces allégations lancent notamment le mouvement #MeToo. Harvey Weinstein est ensuite condamné à 23 ans de prison.
En 2019, Jodi Kantor et Megan Twohey publient le livre She Said (en), revenant sur la façon dont elles ont enquêté en secret sur les agissements de Harvey Weinstein. Dès 2018, les droits du livre sont acquis par les sociétés Annapurna Pictures et Plan B Entertainment. En juin 2021, Universal Pictures annonce développer une adaptation avec Zoe Kazan et Carey Mulligan envisagées dans les rôles des deux journalistes. La réalisatrice allemande Maria Schrader est ensuite annoncée, alors que le scénario est écrit par Rebecca Lenkiewicz. La production est notamment assurée par Brad Pitt, Dede Gardner et Jeremy Kleiner
Le tournage débute en juillet 2021 à New York,. La distribution s'étoffe ensuite avec les arrivées de Patricia Clarkson, Andre Braugher, Samantha Morton ou encore Tom Pelphrey. Adam Shapiro rejoint le film en octobre 2021.

## Accueil

### Accueil critique
Dans le monde anglo-saxon, She Said reçoit de la part du site Rotten Tomatoes la note de 87 % pour 217 critiques recensées. Le site Metacritic donne la note de 74⁄100 pour 49 critiques. En France, le site Allociné propose une moyenne de 3,5⁄5, à partir de l'interprétation de 28 critiques de presse.
Le Monde trouve « difficile de savoir ce que la fiction, réalisée cinq ans après la chute du producteur aux quatre-vingt-un Oscars, vient ajouter aux multiples récits parus dans la presse, aux livres et aux documentaires comme L'Intouchable (2019), de la réalisatrice britannique Ursula Macfarlane. ».  Pour Première, « ce qui se raconte ici est bien sûr passionnant, mais cette reconstitution très appliquée, très scolaire, ne provoque pas le moindre vertige – sauf quand Ashley Judd apparaît, dans son propre rôle, pour « rejouer » son témoignage. À côté, Spotlight, c’est Zodiac. ».
Jacky Bornet de France Télévisions trouve le film un peu bavard. « La dramaturgie s’en ressent, et les rebondissements manquent d’impact. Film urbain, ses décors sont essentiellement les bureaux ».

### Box-office
En France, pour son premier jour d'exploitation, She Said réalise 8 664 entrées, dont 2 709 en avant-première, pour un total de 1 148 séances, permettant au film de se positionner quatrième du box-office des nouveautés pour son premier jour, derrière Saint Omer (10 816) et devant Bones and All (5 965). Au bout d'une semaine d'exploitation en salle, le long-métrage ne parvient pas à figurer dans le top 10 du box-office, tout en réalisant 58 007 entrées.
| Pays ou région    | Box-office      | Date d'arrêt du box-office | Nombre de semaines |
| ----------------- | --------------- | -------------------------- | ------------------ |
| États-Unis Canada | 5 825 995 $     | 22 décembre 2022           | 5                  |
| France            | 102 827 entrées | 10 janvier 2023            | 7                  |
| Total mondial     | 13 933 912 $    | -                          | -                  |

### Festivals
La première du film est présentée au festival du film de New York en octobre 2022 et est à l'affiche de divers festivals avant sa sortie en salles.

## Distinctions

### Nominations
- Golden Globes 2023 : Meilleure actrice dans un second rôle pour Carey Mulligan